# Паник, Рихард
Ри́хард Па́ник (словац. Richard Pánik; род. 7 февраля 1991, Мартин) — словацкий хоккеист, правый нападающий. Имеет опыт выступления за сборную Словакии. Обладатель Кубка Гагарина 2025 в составе ярославского «Локомотива».

## Игровая карьера
На профессиональном уровне провёл два неполных сезона в чешской Экстралиге, выступая за клуб «Оцеларжи». Также играл во второй чешской лиге за «Гавиржов».
В 2009 году на драфте НХЛ Паника выбрала «Тампа» во втором раунде. Он стал первым словаком, выбранным на этом драфте. Всего было выбрано 5 его соотечественников. В том же году на драфте КХЛ выбран ХК Автомобилист под 69-м общим номером.
1 июля 2015 года Паник продлил контракт с «Торонто» на один год.
3 января 2016 года «Торонто» обменял Паника в «Чикаго Блэкхокс» на Джереми Морина.
Летом 2016 продлил контракт с «ястребами» ещё на один год. В регулярном сезоне 2016/17 забил 22 гола, установив персональный рекорд. Также он стал лидером «Чикаго» по силовым приемам (147). Несмотря на неудачный плей-офф (поражение в первом раунде от «Нэшвилл Предаторз» 0-4), 11 мая 2017 года «Блэкхокс» продлили контракт с Паником на 2 года с годовым окладом $2,8 млн.
В январе 2018 года «Чикаго» обменял Паника в «Аризону Койотис» на Энтони Дюклера. В сезоне 2018/2019 он забил 14 голов и набрал 33 очка, чем привлек внимание «Вашингтон Кэпиталз», который  1 июля 2019 года подписал с ним, как со свободным агентом, четырехлетний контракт с годовым окладом $2.75млн.
12 апреля 2021 года обменян в «Детройт Ред Уингз» из «Вашингтона» вместе с Якубом Враной, выбором в 1-м раунде драфта НХЛ 2021 и выбором во 2-м раунде драфта НХЛ 2022 в обмен на Энтони Манту.
16 июля 2021 года обменян в «Нью-Йорк Айлендерс» из «Детройта» вместе с выбором во 2-м раунде драфта НХЛ 2021 в обмен на Ника Ледди.
1 декабря 2021 года был отправлен в фарм-клуб «Бриджпорт Айлендерз» (АХЛ).
28 марта 2022 года был отдан в аренду в клуб «Чикаго Вулвз» (АХЛ) до конца сезона.
12 октября 2022 года подписал однолетний контракт с клубом «Лозанна» из Швейцарской национальной лиги (NL). 13 марта 2023 года клуб объявил, что не будет продлевать контракт с Паником после того, как команда не смогла выйти в плей-офф в сезоне 2022/23.
2 июля 2023 года вернулся в чешскую «Оцеларжи Тршинец» (ЧЭЛ), подписав однолетний контракт.
27 сентября 2024 года «Слован» (Братислава) объявил о подписании с Паником краткосрочного контракта до ноябрьской паузы в чемпионате.
После окончания контракта с братиславским клубом подписал однолетний контракт с хоккейным клубом «Локомотив» на сумму 20 миллионов рублей. Первую шайбу в КХЛ забросил в матче с «Торпедо» 25 декабря 2024 года.

## Достижения

### Командные
| АХЛ  |                  |                           |
| 2012 | Норфолк Эдмиралс | Обладатель Кубка Колдера  |
| 2022 | Чикаго Вулвз     | Обладатель Кубка Колдера  |
| КХЛ  |                  |                           |
| 2025 | Локомотив        | Обладатель Кубка Гагарина |

## Статистика
| Легенда | Легенда                    | Легенда | Легенда                   | Легенда | Легенда    |
| ------- | -------------------------- | ------- | ------------------------- | ------- | ---------- |
| И       | Количество проведённых игр | Штр     | Штрафное время            | +/−     | Плюс-минус |
| Г       | Голы                       | П       | Голевые передачи          | О       | Очки       |
| -       | Статистика неизвестна      | —       | Статистика не учитывалась |         |            |